# M50
M47 (NGC2323) е разсеян звезден куп, разположен по посока на съзвездието Единорог. Открит е от Шарл Месие през 1772.
Намира се на 3000 св.г. от Земята, а средния му диаметър е 18 св.г. Купът наброява около 200 звезди, на средна възраст 78 млн. години.